# Thalassodes halioscia
Thalassodes halioscia är en fjärilsart som beskrevs av W. Warren 1912. Thalassodes halioscia ingår i släktet Thalassodes och familjen mätare. Inga underarter finns listade i Catalogue of Life.